# C9orf139
C9orf139 (англ. Chromosome 9 open reading frame 139) – білок, який кодується однойменним геном, розташованим у людей на 9-й хромосомі. Довжина поліпептидного ланцюга білка становить 190 амінокислот, а молекулярна маса — 20 001.
| 10         |  | 20         |  | 30         |  | 40         |  | 50         |
| ---------- |  | ---------- |  | ---------- |  | ---------- |  | ---------- |
| MALRGHPEPQ |  | PTNTPLSATV |  | GGPISLFTQP |  | RCHSAARDLV |  | WSQAWPDPDV |
| LEISMQTPGG |  | SSCRKEAVLP |  | RLRVTRPLVP |  | EPAILPVCAA |  | RLAGSLATDL |
| SRSHSLLPPW |  | VDLKEPPPPS |  | APSLLLEDPG |  | QGGCHGAQSC |  | VGTCELANGA |
| RGFCPEMGQN |  | ESLSEERKGH |  | ESKRKSGGRG |  | SPSSHPTQAS |  |            |

A: Аланін

C: Цистеїн

D: Аспарагінова кислота

E: Глутамінова кислота

F: Фенілаланін

G: Гліцин

H: Гістидин

I: Ізолейцин

K: Лізин

L: Лейцин

M: Метіонін

N: Аспарагін

P: Пролін

Q: Глутамін

R: Аргінін

S: Серин

T: Треонін

V: Валін